# Santos González
Santos González Capilla (Crevillent, 17 settembre 1973) è un ex ciclista su strada e pistard spagnolo.
Nel 2005 è stato licenziato dal team Phonak durante la Vuelta a España per un valore eccessivo dell'ematocrito. Nel 2006 è stato privato della vittoria alla Vuelta a Murcia dopo la positività al triamcinolone acetonide, un corticosteroide.

## Palmarès

### Strada
- 1994 (Dilettanti, una vittoria)

2ª tappa - parte b Cinturón Ciclista Internacional a Mallorca
- 1997 (Kelme-Costa Blanca, una vittoria)

9ª tappa Vuelta y Ruta de Mexico (Tlaxcala > Puebla)
- 1999 (ONCE-Deutsche Bank, una vittoria)

Campionati spagnoli, Prova a cronometro Elite
- 2000 (ONCE-Deutsche Bank, due vittorie)

1ª tappa Vuelta a Castilla y León (Valladolid, cronometro)
21ª tappa Vuelta a España (Madrid, cronometro)
- 2001 (ONCE-Eroski, una vittoria)

Campionati spagnoli, Prova a cronometro Elite
- 2006 (3 Molinos Resort, una vittoria)

Classifica generale Vuelta a Murcia

#### Altri successi
- 1994 (Dilettanti)

Prologo Tour de Normandie (Mondeville)
- 2000 (ONCE-Deutsche Bank)

1ª tappa Volta Ciclista a Catalunya (La Pineda > Vila-seca, cronosquadre)
- 2001 (ONCE-Eroski)

1ª tappa Volta Ciclista a Catalunya (Sabadell, cronosquadre)
- 2005 (Phonak Hearing Systems)

1ª tappa Volta Ciclista a Catalunya (Salou, cronosquadre)
- 2006 (3 Molinos Resort)

Classifica combinata Vuelta a Murcia

### Pista
- 1992

Campionati spagnoli, Inseguimento a squadre (con José Barea, Vicente Benaches, Fernando Escoda ed Eleuterio Mancebo)
- 1993

Campionati spagnoli, Americana (con José Barea)
Campionati spagnoli, Inseguimento a squadre (con José Barea, José Francisco Jarque e Miguel Ángel Toledo)
Campionati spagnoli, Corsa a punti
- 1994

Campionati spagnoli, Inseguimento a squadre (con Fernando Escoda, Guillermo Ferrer e Iván Herrero)
- 1995

Campionati spagnoli, Inseguimento individuale
- 1996

Campionati spagnoli, Inseguimento a squadre (con Vicente Calvo, Guillermo Ferrer e José Francisco Jarque)

## Piazzamenti

### Grandi Giri
- Giro d'Italia

1999: 85º
- Tour de France

1998: non partito (18ª tappa)
1999: 61º
2001: ritirato (6ª tappa)
2004: 31º
- Vuelta a España

1996: 51º
1997: non partito (7ª tappa)
2000: 4º
2001: 66º
2002: 59º
2003: 11º
2004: ritirato (14ª tappa)
2005: non partito (18ª tappa)
2007: 105º

### Classiche monumento
- Parigi-Roubaix

1998: ritirato
- Liegi-Bastogne-Liegi

2005: ritirato

### Competizioni mondiali
- Campionati del mondo su pista

Bogota 1995 - Inseguimento a squadre: 5º
Berlino 1999 - Inseguimento a squadre: 7º
- Campionati del mondo

Lisbona 2001 - Cronometro Elite: 7º
- Giochi olimpici

Barcellona 1992 - Inseguimento a squadre: 10º
Atlanta 1996 - Inseguimento a squadre: 5º
Sydney 2000 - In linea: ritirato
Sydney 2000 - Cronometro: 8º